# Салман-реїс

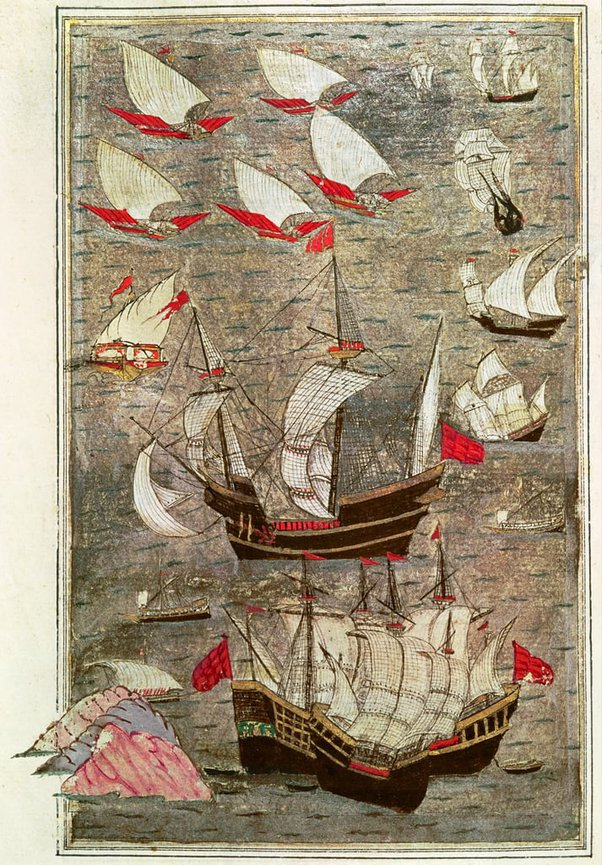
Османський флот в Індійському океані в 16 столітті.

Салман-реїс — османський адмірал і корсар, який очолював мамелюцький флот Єгипту, а згодом і Османський Індійський флот в боротьбі з португальцями за домінування в Індійському океані у першій половині XVI століття. Народився у грецькій родині на егейському острові Лесбос.

## Передумови
Після відкриття морського шляху до Індії в 1498 році, вже в перших роках XVI століття португальці почали проводити в Індійському океані агресивну політику по руйнуванню налагодженої арабами торгової мережі по доставці прянощів з Південної та Південно-Східної Азії в Європу морським ляхом через Червоне море та єгипетські порти, в першу чергу — Александрію а також почали загрожувати захопленням Джидди, порту на узбережжі Червоного моря лише в декількох десятках кілометрів від Мекки. Загроза Джидді змусила мамелюцького султана Аль-Гурі замовити будівництво флоту в Суеці в 1506 році. Мамелюцький Єгипет не мав у Червоному морі потужних корабельнь або військового флоту, спроможного протистояти португальцям, тож не дивлячись на своє протистояння з Османською імперією, мамлюки змушені були звернутись до Порти по допомогу, яку Баязид II, батько Селіма І і дід Сулеймана Пишного їм надав разом з Венеційською республікою, яка також сильно постраждала від руйнування португальцями арабських торгових шляхів. Османи і венеційці допомогли мамлюкам створити в Червоному морі галерний флот, доставивши в Александрію кораблі, які потім були розібрані і перевезені на верблюдах на узбережжя Червоного моря, де відтак знову зібрані і спущені на воду. Вони також постачали мамлюкам для оснащення флота в Червоному морі сучасні корабельні гармати і надавали загони досвідчених найманців.
Проте з приходом до влади Селіма II, старе протистояння між мамелюцьким Єгиптом і османами відновилось і будь-яка суттєва допомога єгипетському флоту зі сторони Порти була згорнута.

## Найманець режиму Мамелюків
Салман-реїс вступив на службу до мамелюків на чолі загону з 2000 левантійців ще до підкорення Єгипту Османською імперією, можливо, всупереч бажанню османського султана Селіма I. Суец став базою єгипетського флоту в Червоному морі, а Салман-реїса було призначено його адміралом.

30 вересня 1515 року мамелюцький флот, що складався з 19 кораблів на чолі з Салман-реїсом вийшов з Суеца. До складу флоту входило 3000 чоловік, 1300 з яких — турецькі найманці. Флот відбудував зруйновану португальцями фортецю на стратегічному о.Камаран в Червоному морі, але зазнав невдачі при спробі захопити єменський Аден 17 вересня 1516 р.

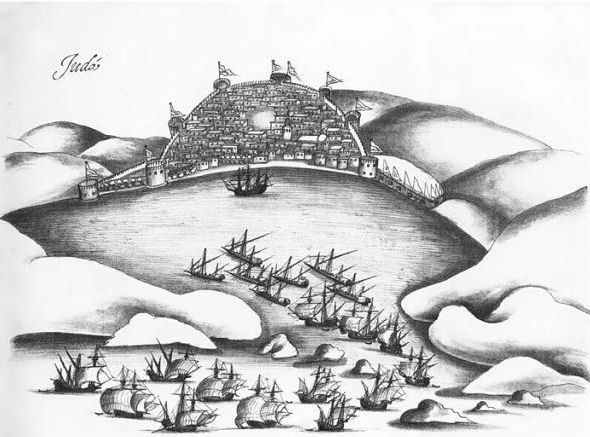
Сельман Рейс захищав Джидду від нападу Португалії в 1517 році.

В лютому 1517 року, після перемоги військ султана Селіма I в битви при Райданіє, Єгипет було захоплено та інкорпоровано до складу Османської імперії. Більша частина придатної для проживання зони Аравійського півострова (Хіджаз і Тігама) після страти останнього мамелюцького султана Єгипту в квітні 1517 року також добровільно піддалась османам. Таким чином узбережжя Червоного моря потрапило під прямий контроль Османської імперії а Індійський океан став зоною їх прямих інтересів.
Навесні 1517 року, під час падіння режиму Мамелюків в результаті програної ними війни з Османською імперією, єгипетський флот на чолі з Салман-реїсом брав участь у захисті Джидди від нападу португальського флоту на чолі з третім губернатором португальської Індії Лопу Суарішем де Албергарія.
Після того, як османський султан завоював Єгипет, Салмана було викликано до Каїра. Салман відповів 17 квітня 1517 р., і попросив відстрочки для свого повернення, оскільки його флот брав участь в захисті Джидду, якій все ще могли загрожувати християни, а мешканці міста благали його про охорону. Салман вказав, що хоча наразі португальська атака відбита, вона може повторитись в будь-який час. Фактично португальці на чолі з Лопу Суарешем покинули Джидду наприкінці квітня. Коли Салман нарешті підкорився султану і 22 серпня 1517 р. з'явився в Каїрі, його було ув'язнено за нелояльність спочатку у Каїрі, а потім у Дамаску.
Що відбувалось з Салман-реїсом в подальші роки точно невідомо. Деякі дослідники вважають, що після смерті султана Селіма в 1520 році його було звільнено з в'язниці і він повернувся до Ємену в якості військового найманця.

## Османський адмірал
Салман-реїс повернув до себе прихильність Порти після прибуття до Єгипту Ібрагіма-паші в 1524 р. Ібрагім-паша доручив Салману, який на той час перебував в Каїрі, повернутись до Джидди і провести інвентаризацію старого мамелюцького флоту, що перебував у гавані міста ще з часів оборони Джедди Салманом у 1517 році. Салман виконав доручення і крім інвентаризації флоту підготував детальний звіт про тогочасні ситуацію в Індійському океані і запропонував османам окупувати Ефіопію, Ємен та узбережжя Суахілі, а також вибити португальців з Ормузу, Гоа та Малакки. У 1525 році португальці здійснили набіг на Червоне море, ще більше наблизивши загрозу свого флоту до Єгипту.
У 1525 році Салман-реїс був призначений адміралом османського флоту з 18 галер, озброєних 299 гарматами. Для створення флоту були взяті покинуті у Джидді старі мамелюцькі галери, які відремонтували в Суеці. Для ремонту і будівництва галер в Суеці було споруджено арсенал. В допомогу флоту було виділено загін з 4 000 піхотинців на чолі з Хайреддіном аль-Румі. Флотилія залишила Суец у 1526 році і спочатку відновила лад у Джидді. Висадившись у місті Моха в січні 1527 р., вони відправили експедицію у внутрішні частини Ємену, щоб підкорити територію, що їм і вдалося зробити після захоплення в полон та страти Мустафи Бега. Аден залишався незалежним, але визнав сюзеренітет Османської імперії. Після цього флот направився до острову Камаран, де було створено військово-морську базу. Це дозволило османам взяти під контроль Червоне море, і в 1527 році португальці вперше не змогли відправити свій флот у Червоне море.
Після цього успіху, в 1527 році різні держави на узбережжі Індійського океану — від візира Ормузу до заморина Калікута звернулись до османів по допомогу в боротьбі з португальцями. Салман-реїс підтримував в Діу проосманські сили під керівництвом капітана Ходжи Сефера. В наступні роки році османські найманці з'явились у флотах багатьох ісламських країн Індійського океану аж до Суматри.
Однак з часом між Салман-реїсом і Хайреддіном аль-Румі почали виникати непорозуміння і конфлікти, що значно послабило ефективність османських дій. Салман-реїс помер чи був вбитий наприкінці 1527 року.